# Bundessprachenamt
Das Bundessprachenamt (BSprA) ist eine Bundesoberbehörde im Geschäftsbereich des Bundesministeriums der Verteidigung und gehört seit dem 1. Oktober 2012 dem Organisationsbereich Personal der Bundeswehr an.
Aufgabe des Bundessprachenamtes ist Sprachausbildung, Sprachmittlerwesen (Dolmetschen und Übersetzen) sowie Terminologiearbeit für die Bundeswehr, alle Bundesressorts sowie für Mitarbeiter des Bundes und der Länder. Der Dienstsitz der Zentrale ist in Hürth bei Köln, daneben sind Beschäftigte des Bundessprachenamtes bei über 60 zivilen und militärischen Dienststellen der Bundeswehr in Deutschland und im Ausland angesiedelt. Die Personalstärke des Bundessprachenamtes beträgt etwa 975 Beschäftigte.
Das Bundessprachenamt ist in drei Abteilungen (Sprachausbildung, Sprachmittlerdienst und Zentrale Angelegenheiten) gegliedert. Im Rahmen der Neuausrichtung der Bundeswehr wurde der Militärische Anteil umgegliedert in das Referat ZA 4 („Betreuung der militärischen Lehrgangsteilnehmer“). Der vormalige dienstälteste Offizier ist Referatsleiter und zugleich Beauftragter für Angelegenheiten des Militärischen Personals.

## Abteilung Sprachausbildung
Die Abteilung Sprachausbildung (S) nimmt die folgenden Aufgaben wahr:
- Fremdsprachliche Ausbildung für Angehörige der Streitkräfte und der Wehrverwaltung sowie für das Personal des Bundes und der Länder in bis zu 47 Sprachen
- Ausbildung „Deutsch als Fremdsprache“ (DaF) für jährlich etwa 1000 ausländische Soldaten und Sprachlehrer aus rund 60 Nationen
- Unterstützung der vorbereitenden Deutschausbildung an militärischen Einrichtungen in 36 Ländern
- Abnahme von fertigkeitsbezogenen und speziellen Sprachprüfungen sowie von Einstufungstests
- Erstellung von fertigkeitsbezogenen und fachsprachlichen Lehr-, Lern- und Prüfmaterialien
- Entwicklung von Grundlagen für die Sprachausbildung
- Erprobung und Einsatz neuer Medien[3]
- Methodisch-didaktische Einweisungen und Fortbildungen sowie Prüferschulungen für Sprachlehrkräfte des Bundessprachenamtes
- Fachkontakte zu Ausbildungseinrichtungen und Hochschulen im In- und Ausland
- Nachwuchsgewinnung und fachliche Auswahlverfahren für die Sprachlehrkräfte des Bundessprachenamtes
- Wahrnehmung zentraler Fach- und Abteilungsaufgaben

Hierzu stehen ca. 420 Lehrkräfte, Wissenschaftliche Fachkräfte, Fremdsprachenassistenten sowie Verwaltungspersonal an 35 Ausbildungsstätten zur Verfügung.
Die Abteilung Sprachausbildung besteht aus 14 Referaten. Die Abteilung gliedert sich in zwei abteilungsübergreifende Dienstleistungen erbringende Referate, Grundsatzangelegenheiten und Grundlagen der Sprachausbildung (S 1 und S 2), sowie zwölf ausbildende Referate.

## Abteilung Sprachmittlerdienst
Der Auftrag der Abteilung Sprachmittlerdienst (SMD) umfasst:
- Fertigung von Übersetzungen und Wahrnehmung von Dolmetscheinsätzen für Auftraggeber aus dem Geschäftsbereich des Bundesministeriums der Verteidigung und in Amtshilfe für andere Bereiche des öffentlichen Dienstes
- Koordinierung der organisatorischen und personellen Maßnahmen in der Abteilung SMD, Wahrnehmung von Grundsatzangelegenheiten der Sprachmittlertätigkeit, Ausübung der Fachaufsicht
- Erfassen, Bearbeiten und Bereitstellen von Terminologie für den Sprachendienst der Bundeswehr sowie für Bedienstete aus dem gesamten Geschäftsbereich des Bundesministeriums der Verteidigung
- Erprobung und Einführung computerunterstützter Übersetzungshilfen und maschineller Übersetzungssysteme; Marktbeobachtung
- Unterstützung der deutschen Einsatzkontingente[4][5]
- Ausübung der Fachaufsicht über das Sprachendienstpersonal im Ausland
- Mitwirkung in nationalen und internationalen Sprachpflege- und Sprachnormungsgremien
- Kooperation mit Sprachen- und Übersetzungsdiensten des In- und Auslandes
- Grundeinweisung sowie verwendungs- und funktionsbezogene Schulung von Sprachmittlern
- Nachwuchsgewinnung und fachliche Auswahlverfahren für Übersetzer, Dolmetscher, Terminologen und Fremdsprachenassistenten
- Koordinierung der organisatorischen und personellen Maßnahmen in der Abteilung SMD, Wahrnehmung zentraler Fachaufgaben der Sprachmittlertätigkeit

Die Abteilung SMD gliedert sich in 16 Referate: zwei Referate sind mit steuernden, koordinierenden und abteilungsweit unterstützenden Funktionen betraut, während die weiteren vierzehn in erster Linie die Übersetzungs- und Dolmetschaufträge aus dem gesamten Geschäftsbereich des Bundesministeriums der Verteidigung wahrnehmen.
Zum Teil sind die Referate am Hauptsitz des Bundessprachenamts in Hürth beheimatet, zum Teil aber auch als dezentrale Referate bzw. Referatsanteile bei verschiedenen Kommandobehörden und Einrichtungen der Bundeswehr untergebracht, um die von diesen Stellen benötigten fremdsprachlichen Dienstleistungen bedarfsgerecht direkt vor Ort zu erbringen.

## Abteilung Zentrale Angelegenheiten

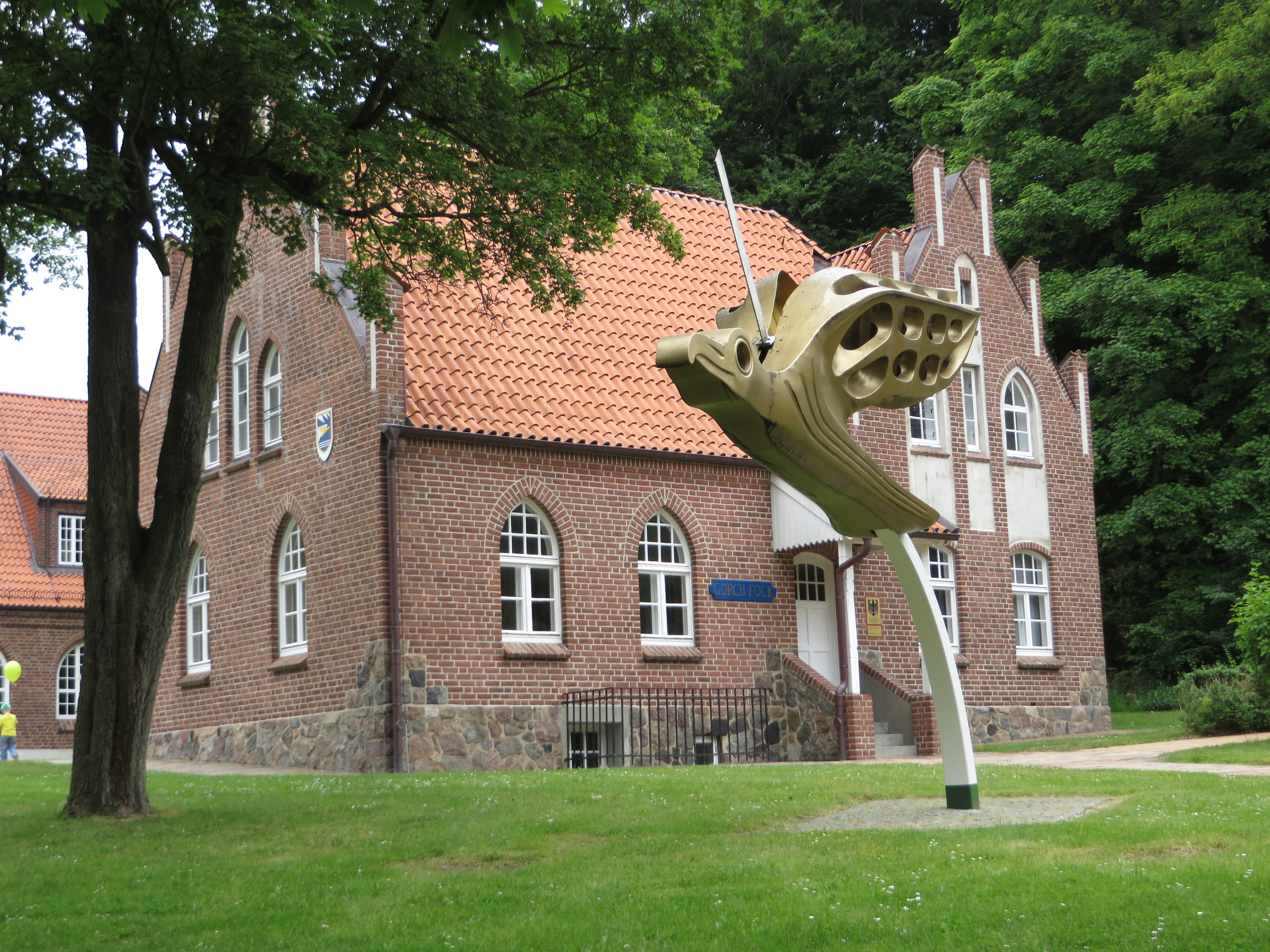
Gorch-Fock-Haus, in dem sich das Bundessprachenamt S12, der Sprachendienst bei der Marineschule Mürwik befindet.

Die Abteilung Zentrale Angelegenheiten (ZA) besteht aus fünf Referaten mit unterschiedlichen Aufgaben:
- Organisation, allgemeine Verwaltung
- Haushalt, Dienstaufsicht
- Rechtsangelegenheiten
- Personalangelegenheiten
- Technische Betriebsunterstützung
- Innerer Dienst, Vergabeangelegenheiten
- Betreuung der ausländischen Lehrgangsteilnehmer

## Beauftragter für Angelegenheiten des Militärischen Personals
Im Zuge der Neuausrichtung wurden die Funktion des vormaligen dienstältesten Offiziers und der von ihm als militärische Dienststelle geführte Militärische Anteil in die zivile Referatsstruktur des Bundessprachenamtes integriert. Der Beauftragte für Angelegenheiten des Militärischen Personals (BeAMilPers) ist somit zugleich Leiter des Referats Zentrale Angelegenheiten (ZA) 4. Ihm unterstehen die I. und II. Inspektion in Hürth sowie die III. Inspektion beim Sprachenzentrum Ost in Naumburg, die IV. Inspektion beim Sprachenzentrum West in Münster und die V. Inspektion beim Sprachenzentrum Süd in Ellwangen. Das Referat ZA 4 ist zuständig für die truppendienstliche Führung der Soldaten des militärischen Stammpersonals und der deutschen militärischen Lehrgangsteilnehmer sowie die Betreuung der ausländischen Hörer.

## Behördenleitung
Das Amt wird von einem Präsidenten geleitet. Folgende Personen waren bisher Amtsträger:
- 1969–1975: Hans Scheller
- 1976–1988: Hanns Maur
- 1988–1992: Günther Fritzschen
- 1992–1995: Herbert Ottersbach
- 1995–2000: Rudolf Weidinger
- 2000–2008: Hans Maurer
- 2008–2017: Wolfgang Steimels
- 2018–2021: Dietmar Zimmer
- 2021–2024: Maria-Anna Wessel